# Erzbistum Owando
Das Erzbistum Owando (lateinisch Archidioecesis Ouandoensis, französisch Archidiocèse d’Owando) ist eine in der Republik Kongo gelegene römisch-katholische Erzdiözese mit Sitz in Owando.

## Geschichte
Das Bistum Owando wurde am 21. Dezember 1950 durch Papst Pius XII. aus Gebietsabtretungen des Apostolischen Vikariates Brazzaville als Apostolisches Vikariat Fort-Rousset errichtet. Am 14. September 1955 wurde das Apostolische Vikariat Fort-Rousset durch Pius XII. mit der Apostolischen Konstitution Dum tantis zum Bistum erhoben und dem Erzbistum Brazzaville als Suffraganbistum unterstellt. Das Bistum Fort-Rousset wurde am 3. Dezember 1977 in Bistum Owando umbenannt. Das Bistum Owando gab am 6. Juni 1983 Teile seines Territoriums zur Gründung des Bistums Ouesso ab. Einen Teil seines Territoriums verlor es am 22. Februar 2013 zugunsten der Errichtung des Bistums Gamboma.
Papst Franziskus erhob das Bistum Owando am 30. Mai 2020 in den Rang eines Erzbistums und Metropolitansitzes mit den Suffraganbistümern Impfondo und Ouesso.

## Ordinarien

### Apostolische Vikare von Fort-Rousset
- Emile-Elie Verhille CSSp, 1951–1955

### Bischöfe von Fort-Rousset
- Emile-Elie Verhille CSSp, 1955–1968
- Georges-Firmin Singha, 1972–1977

### Bischöfe von Owando
- Georges-Firmin Singha, 1977–1988, dann Bischof von Pointe-Noire
- Ernest Kombo SJ, 1990–2008
- Victor Abagna Mossa, 2011–2020

### Erzbischöfe von Owando
- Victor Abagna Mossa, 2020–2023
- Gélase Armel Kema, seit 2024

## Statistik
| Jahr | Bevölkerung | Bevölkerung | Bevölkerung | Priester     | Priester         | Priester       | Priester               | Ständige Diakone | Ordensleute  | Ordensleute      | Pfarreien |
| Jahr | Katholiken  | Einwohner   | %           | Gesamtanzahl | Diözesanpriester | Ordenspriester | Katholiken je Priester | Ständige Diakone | Ordensbrüder | Ordensschwestern | Pfarreien |
| ---- | ----------- | ----------- | ----------- | ------------ | ---------------- | -------------- | ---------------------- | ---------------- | ------------ | ---------------- | --------- |
| 1970 | 71.764      | 290.278     | 24,7        | 31           | 10               | 21             | 2.314                  |                  | 25           |                  | 18        |
| 1980 | 77.067      | 271.000     | 28,4        | 26           | 9                | 17             | 2.964                  |                  | 22           | 38               | 14        |
| 1987 | 71.457      | 246.127     | 29,0        | 23           | 14               | 9              | 3.106                  |                  | 11           | 32               | 14        |
| 1999 | 230.700     | 525.000     | 43,9        | 26           | 19               | 7              | 8.873                  |                  | 20           | 40               | 23        |
| 2000 | 250.600     | 525.000     | 47,7        | 30           | 21               | 9              | 8.353                  |                  | 24           | 38               | 24        |
| 2001 | 135.000     | 243.946     | 55,3        | 51           | 42               | 9              | 2.647                  |                  | 19           | 37               | 19        |
| 2002 | 250.600     | 525.000     | 47,7        | 32           | 23               | 9              | 7.831                  |                  | 16           | 38               | 24        |
| 2003 | 320.750     | 525.000     | 61,1        | 35           | 26               | 9              | 9.164                  |                  | 16           | 44               | 24        |
| 2004 | 250.756     | 525.000     | 47,8        | 38           | 32               | 6              | 6.598                  | 1                | 13           | 36               | 24        |
| 2013 | 290.000     | 400.000     | 72,5        | 37           | 32               | 5              | 7.837                  | 1                | 12           | 24               | 15        |
| 2021 | 355.120     | 488.140     | 72,7        | 58           | 53               | 5              | 6.122                  | 1                | 21           | 30               | 27        |